# Тань Тинг-пхо
Тань Тинг-пхо (кит.: 陳澄波; піньїнь: Chén Chéngbō; Pe̍h-ōe-jī: Tân Têng-pho; 2 лютого 1895 — 25 березня 1947) — тайванський художник і політик. У 1926 році його картина «Вулиця Цзяї» була представлена на сьомій Імператорській художній виставці в Японії, ставши першою роботою тайванського художника на цій виставці. Тань присвятив своє життя освіті й мистецтву, сприяючи розвитку гуманістичної культури на Тайвані та естетичному вихованню тайванського народу. Він був убитий під час інциденту 28 лютого 1947 року — повстання, яке придушив Гоміньдан.

## Ранні роки
Тань Тинг-пхо народився в Кагі (Цзяї) під час японського колоніального періоду в бідній родині, яка не могла підтримати його художні таланти. Після навчання в коледжі в Тайхоку він працював учителем у своєму рідному місті протягом семи років. Пізніше Тань зібрав достатньо коштів, щоб вступити до Токійського університету мистецтв, який закінчив у 1929 році. Після цього він чотири роки викладав мистецтво в Шанхаї, а у 1933 році повернувся в Кагі. У 1945 році він увійшов до Підготовчого комітету для зустрічі національного уряду, а в 1946 році був обраний до міської ради Цзяї та приєднався до Гоміньдану.

## Освіта
У 1913 році Тань вступив до Школи національної мови губернатора Тайваню (臺灣總督府國語學校), де вивчав акварель під керівництвом Ішікави Кінічіро. У 1924 році поїхав до Японії, де вивчав олійний живопис у Токійській школі образотворчих мистецтв. Також навчався приватно у японського лумініста Окади Сабуросуке.

## Творчість і громадське життя
Після закінчення університету Тань викладав у Шанхаї, де його роботи були впливом традиційного китайського живопису. Він почав розвивати стиль, що поєднував китайський пейзажний живопис із західними техніками. У 1926 році його робота «Вулиця Кагі» була обрана для Імператорської виставки, що стало його проривом. Після повернення на Тайвань він зосередився на пейзажах своєї батьківщини.
Тань був також активним учасником мистецьких рухів Тайваню. У 1926 році він співзаснував Товариство художників Чі-Сін, у 1934 році — Товариство мистецтв Тай-Ян, а у 1940 році допоміг створити Асоціацію образотворчого мистецтва Цінчен. Його внесок у розвиток мистецтва включав також службу як міського радника та журі першої провінційної художньої виставки Тайваню.

## Загибель
Під час інциденту 28 лютого 1947 року, Тань разом з іншими був представником мирних переговорів між жителями Цзяї та військовими Гоміньдану, однак його захопили. 25 березня 1947 року його публічно розстріляли, залишивши тіло на вулиці на три дні.

## Спадщина
Картина Таньа «Парк Цзяї» була продана на аукціоні в Гонконзі за 5,794,100 HKD у 2002 році. У 2006 році його картина «Тамсуй» була продана за 4,5 мільйона доларів США, що стало рекордом для китайського художника. У 2015 році Google відзначив його 120-річчя Doodle. Його твори стали ілюстраціями до книжки Лінь Ман-цю «Дівчина у капелюсі». Онук Таньа, Пу Хао-мін, також став відомим художником.